# Список риб Карського моря

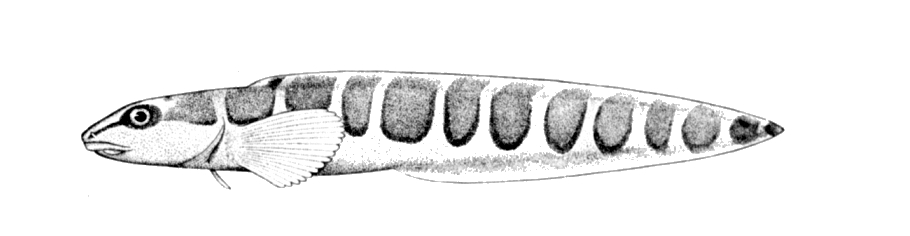
Lycodes reticulatus

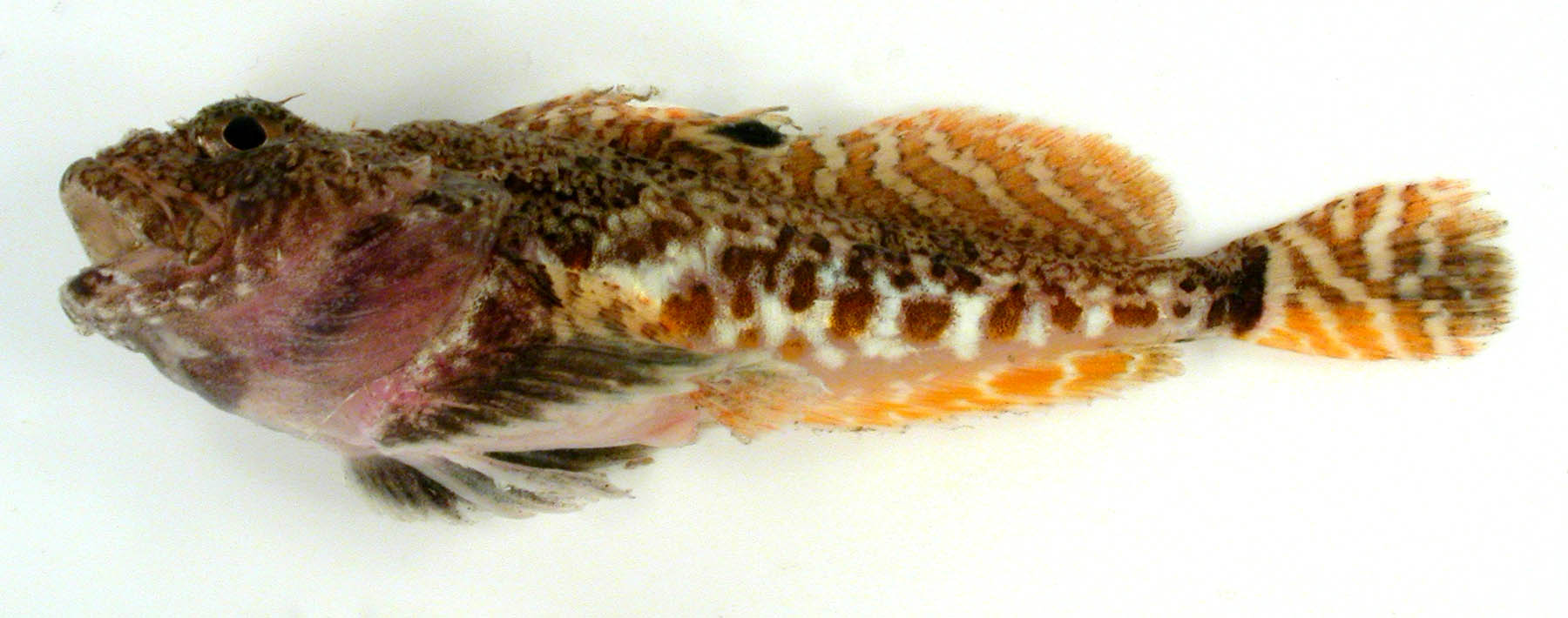
Artediellus scaber

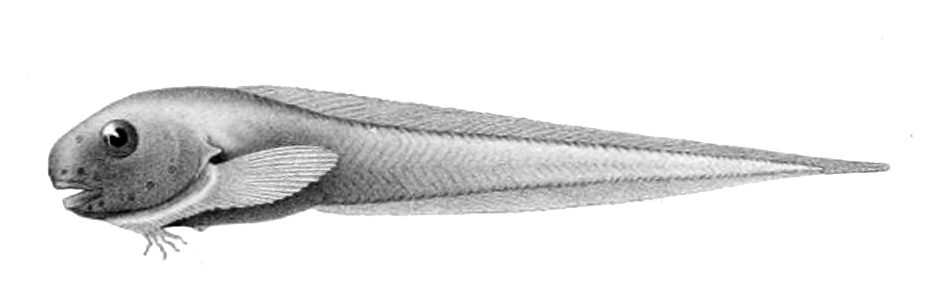
Careproctus reinhardti

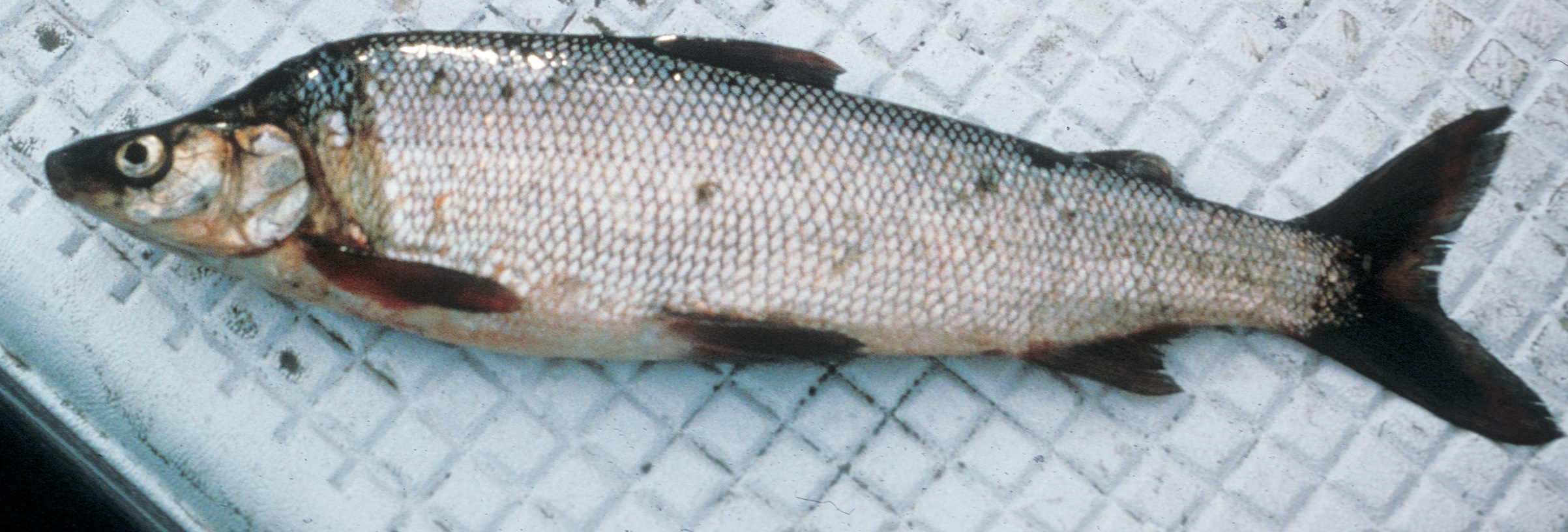
Coregonus pidschian

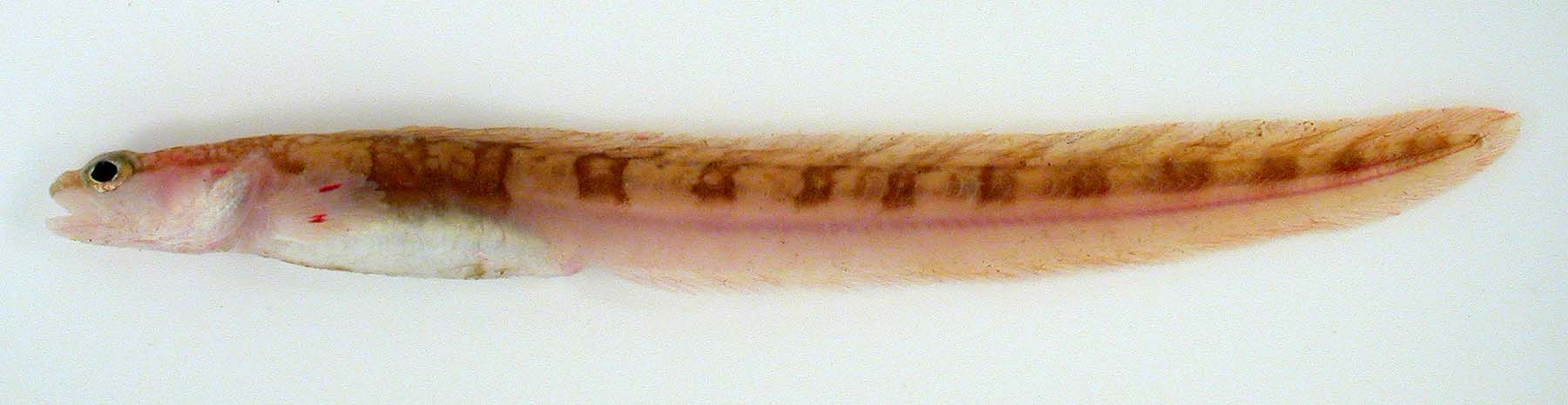
Gymnelus hemifasciatus

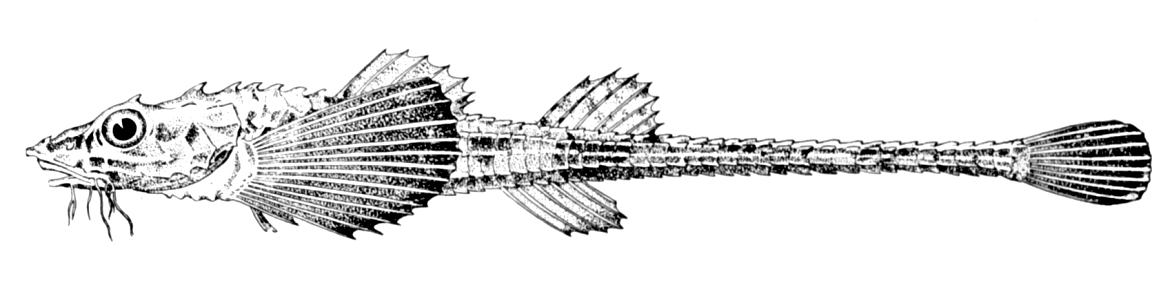
Leptagonus decagonus

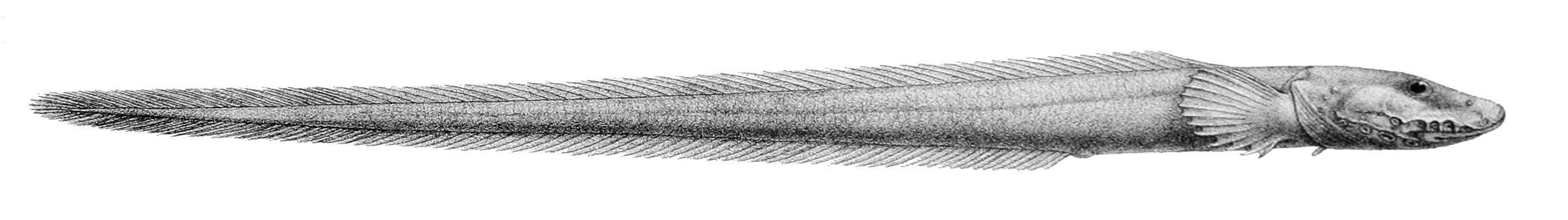
Lycenchelys muraena

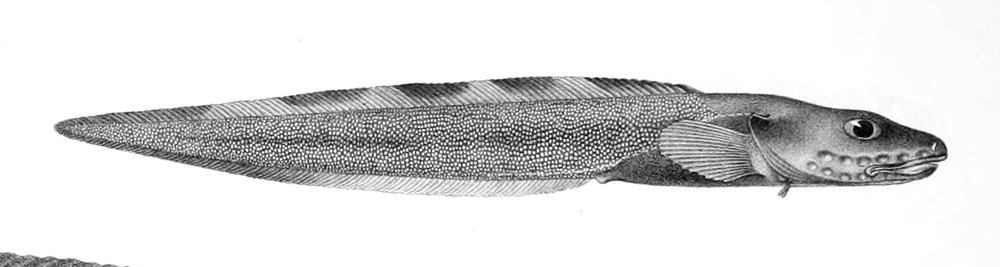
Lycodes pallidus

Список риб Карського моря — містить 23 види риб, що зустрічаються у Карському морі Північного Льодовитого океану, розміщених у алфавітному порядку за науковою назвою.

## A
- Artediellus scaber

## C
- Careproctus reinhardti
- Coregonus muksun
- Coregonus pidschian
- Cottunculus sadko
- Cyclopteropsis jordani

## E
- Eumicrotremus derjugini

## G
- Gymnelus andersoni
- Gymnelus esipovi
- Gymnelus hemifasciatus

## L
- Leptagonus decagonus
- Liparis fabricii
- Liparis gibbus
- Liparis tunicatus
- Lycenchelys kolthoffi
- Lycenchelys muraena
- Lycodes eudipleurostictus
- Lycodes pallidus
- Lycodes reticulatus
- Lycodes rossi
- Lycodes seminudus
- Lycodes turneri

## U
- Ulcina olrikii[1]